# Carlos Goberna
Juan Carlos Goberna Reboyras (Montevideo, 21 de junio de 1940 - 19 de febrero de 2023) fue un músico, director de orquesta, empresario, escritor, compositor y cantante uruguayo.

## Biografía
Fundador el 28 de febrero de 1964 del grupo de música tropical uruguayo Sonora Borinquen. Se han publicado más de cuarenta álbumes con la Sonora Borinquen.
Fue socio de las instituciones Sociedad Uruguaya de Artistas e Intérpretes (SUDEI), Asociación General de Autores del Uruguay (AGADU), AUDEM y la Federación Latinoamericana de Artistas, Intérpretes y Escritores. 
En 2009, escribió Siga el baile, publicado por Rumbo Editorial.
El 30 de octubre de 2012, fue distinguido como Ciudadano Ilustre de Montevideo.
Hasta 2019 compartío muchos años la banda Sonora Borinquen familiarmente con sus hijos hasta su separación.

## Vida privada
Se casó y tuvo tres hijos: Pablo, José Luis y Carlos Jr., miembros actuales y cantantes en la Sonora Borinquen. Vivió en Atlántida, Canelones, Uruguay.
Falleció el 19 de febrero de 2023 a los 82 años.